# Wola Sławińska (gromada)
Wola Sławińska – dawna gromada, czyli najmniejsza jednostka podziału terytorialnego Polskiej Rzeczypospolitej Ludowej w latach 1954–1972.
Gromady, z gromadzkimi radami narodowymi (GRN) jako organami władzy najniższego stopnia na wsi, funkcjonowały od reformy reorganizującej administrację wiejską przeprowadzonej jesienią 1954 do momentu ich zniesienia z dniem 1 stycznia 1973, tym samym wypierając organizację gminną w latach 1954–1972.
Gromadę Wola Sławińska z siedzibą GRN w Woli Sławińskiej (obecnie w granicach Lublina) utworzono – jako jedną z 8759 gromad na obszarze Polski – w powiecie lubelskim w woj. lubelskim na mocy uchwały nr 12 WRN w Lublinie z dnia 5 października 1954. W skład jednostki weszły obszary dotychczasowych gromad Wola Sławińska, Sławin, Dębówka i Szerokie ze zniesionej gminy Konopnica w tymże powiecie. Dla gromady ustalono 13 członków gromadzkiej rady narodowej.
1 stycznia 1959 z gromady Wola Sławińska wyłączono kolonię Zosinek, obszar majątku Sławin oraz część wsi Sławin obejmującą grunty państwowe i tereny rozpoczętej indywidualnej zabudowy mieszkaniowej o łącznej powierzchni 160 ha, włączając je do Lublina, miasta na prawach powiatu w tymże województwie.
1 stycznia 1960 gromadę zniesiono, włączając jej obszar do gromady Dąbrowica w tymże powiecie.